# Gmina Järva-Jaani
Gmina Järva-Jaani (est. Järva-Jaani vald) – nieistniejąca gmina wiejska w Estonii, w prowincji Järva. W 2017 roku została włączona do gminy Järva.
W skład gminy wchodziły:
- Alev: Järva-Jaani.
- 9 wsi: Jalalõpe, Jalgsema, Kagavere, Karinu, Kuksema, Metsla, Metstaguse, Ramma, Seliküla.